# 7. südgrönländischer Landesratswahlkreis
Der 7. südgrönländische Landesratswahlkreis war von 1911 bis 1951 ein Landesratswahlkreis in Südgrönland. Der Wahlkreis umfasste die Gemeinde Avigaat im Kolonialdistrikt Frederikshaab und die Gemeinden Narsaq und Qeqertarsuatsiaat im Kolonialdistrikt Godthaab.

## Vertreter
Folgende Personen vertraten den Wahlkreis:
| Wahlperiode | Landesrat                                           | Stellvertreter        | Anmerkung                                                               |
| ----------- | --------------------------------------------------- | --------------------- | ----------------------------------------------------------------------- |
| 1911–1916   | Hans Motzfeldt (nicht 1913)                         | Iver Mathæussen       | Wahlkreis 1913 ohne Vertreter                                           |
| 1917–1922   | Iver Mathæussen                                     | Johannes Berglund     |                                                                         |
| 1923–1926   | Asser Berthels (nicht 1923)                         | —                     | Wahl von Esekiel Berthelsen 1923 ungültig; keine Nachwahl stattgefunden |
| 1927–1932   | Nikolaj Hansen (nicht 1928, 1929, 1930, 1931, 1932) | Asser Berthels (1928) | 1929 Nachwahl von Theofilus Johnsen                                     |
| 1933–1938   | Hans Petersen (nicht 1933)                          | ?                     | Wahlkreis 1933 ohne Vertreter                                           |
| 1939–1944   | Egede Motzfeldt (nicht 1940)                        | ?                     | Wahlkreis 1940 ohne Vertreter                                           |
| 1945–1950   | Egede Motzfeldt                                     | Ludvig Hammeken       |                                                                         |